# روتواتس
روتواتس (به صربی: Rutevac) یک منطقهٔ مسکونی در صربستان است که در الکسیناتس واقع شده‌است. روتواتس ۱٬۰۹۴ نفر جمعیت دارد.